# Robert de Girard
Pour les articles homonymes, voir Robert (prénom).
Robert de Girard, est le 54e évêque d'Uzès, épiscopat de 1570 à 1591, fils de Pierre de Girard, coseigneur de Vézénobres, et de Françoise de Brignon, et chanoine régulier de la cathédrale d'Uzès.

## Chronologie
| 1570. | Il succède à Jean II de Saint-Gelais, après la déposition de ce dernier.                                                                   |
| 1574. | Il est sacré le 18 avril. |
| 1587. | Il fait son testament le 9 juillet et fonde dans son église cathédrale un service mortuaire qui se célébrait le 4 janvier de chaque année. |
| 1591. | Il meurt le 1er janvier. |

Girard porte d'azur à la tour d'argent à trois donjons maçonnés de sable, au chef cousu de gueules, chargé d'une étoile d'or, accostée à droite d'un lion naissant d'or, à gauche d'un croissant renversé d'argent.
La maison de Girard a formé les branches de Coèhorn, de Vézénobres (dont descend la famille Mercherz), du Lac, et de Châteauvieux qui sont représentées de nos jours.